# 週刊ワイズ
週刊ワイズ（英語：WEEKLY WiSE）は、タイ王国バンコクで発行されている週刊日本語フリーペーパー。2006年9月27日創刊。

## 概要
週刊ワイズ は、バンコクにあるライディーン株式会社が発行している週刊フリーペーパー。毎週水曜日発行。
日本のニュース情報、タイや東南アジアのビジネスニュース、バンコクのローカルニュースなど生活情報を中心に掲載。記事は自社の独自取材のほか、共同通信、時事通信社、デイリースポーツ、NHKなどから提供されている。発行部数は週7,000部とされ、バンコク都内および近郊都市に750箇所の無料店頭設置場所があり、日系書店、スーパー、飲食店で頒布。オフィス・自宅への郵送サービスも行っている。
また同社では、1,100ページを超える生活便利帳＋電話帳の「スマートページ」やバンコクのアパートやコンドミニアムを特集した不動産情報誌「ハウジングガイド」も発行している。

## 所在地
バンコク スクムウィット通りソイ33 591、UBC2ビル 18階
ชั้น 18 อาคาร UBC 2, 591 ถนนสุขุมวิท ซอย 33 กรุงเทพมหานคร